# Башмоушън
Павлин Иванов, известен още с прякора Башмоушън (на английски: Bashmotion), е български режисьор на музикални видеоклипове. Той е трикратен носител на наградата „Най-добър режисьор“ на Годишните 359 хип-хоп награди. 

## Видеография[2]
- 100 Кила – Ланец на врата ми (Доспехите на Бога)
- 100 Кила – Сливенският кашкавал
- 100 Кила – Di Boss
- 100 Кила – Freestyle II
- 100 Кила с участието на Бобо – Виновен
- 100 Кила с участието на Големия и Cococacao – Bom bom bom
- 100 Кила & D Double E – Percy
- 42 – Много поздрави
- Адвокат – Тайната
- Алисия & Скандау с участието на N.A.S.O – Моят рай
- Ангел и Моисей – Повече
- Ангел и Моисей – Спомняй си
- Ангел и Моисей – Тази снимка пази
- Ангел и Моисей, Криско, Павел и Венци Венц, Декстър – Знаеш ли кой видях
- Ангел и Моисей, Павел и Венци Венц, Декстър – Къде си брат?
- Атанас Колев – Шах и мат
- Бате Сашо – Summa Daze
- Бате Сашо с участието на True – Чупка
- Бо Стоянова – Страници
- Бобо с участието на Мария Драгнева – Добре ли е?
- Били Хлапето и Михаела Филева – В реда на нещата
- Били Хлапето и Lexus – Like This
- Били Хлапето и Lexus с участието на Dim4ou – Баш Майсторска
- Велина, Моника и Вероника – Ако няма к'во да кажеш
- Виктория Георгиева, VenZy & Ники Бакалов – Нищо случайно
- Виктор – Ако това си ти
- Вилислав – Остава скрито
- Владо Димов и Donna – Толкова
- Графа – Домино
- Графа – Моменти
- Галин – Един на брой
- Галин и Яница – Роклята ти пада
- Гегата – Bitches & Tattoos
- Део & Лео – Безгрижно
- Део & Лео – Дай газ
- Део & Лео – Целият свят
- Део, Лео, Играта и Рафи – В нашия филм
- Део, Лео, Играта и Din-Yo & Марина – Всеки миг
- Джаджа, KNV, Вантка – Спри
- Дивна – Мойта музика
- Димитър Атанасов и Христо Младенов – Девойко (мари хубава)
- Добри Момчета – Рапъри
- Елена Брусарска -- Недей да питаш
- Емилия – Без въпроси
- Иго & Мага – Freakin' Out
- Играта – Аре земи
- Играта – Не плачи мамо
- Играта – Хвърлен зар
- Играта и Лео – Айде на морето
- Играта и Лео – Weekend
- Играта и Лео с участието на Бате Пешо – Да, да, да
- Играта с участието на Светльо Христов – Не си единствена
- Криско – Било квот' било
- Криско – Идеал Петрофф
- Криско – На никой не робувам
- Криско – Разрешена любов
- Криско – Хората говорят
- Криско – Drope Some
- Криско и Мария Илиева – Видимо доволни
- Криско с участието на Бобо и Лора Караджова – Министърът на веселието
- Криско с участието на Dim4ou – Златните момчета
- Кристо и Сантра – Аромата ти
- Лео – Яко парти
- Лора Караджова с участието на 100 Кила – Спуснати завеси (Fang ремикс)
- Марина Кискинова с участието на Били Хлапето – Непознат
- Мария Илиева & Zafayah – Условие номер 1
- Ненчо Балабанов – Няма дилема
- Поли Генова с участието на LaTiDa – Солени дни
- Протест с участието на Милан – Не спирам
- Рафи с участието на Део, Лео и Играта – Mr. Comandante
- Румънеца и Енчев с участието на Мариета – Виж т'ва тяло
- Румънеца и Енчев с участието на Мариета – Стъпки пясъчни
- Румънеца и Енчев с участието на Мариета – Da Club
- Сантра – Късно за романтика
- Сантра – Нещо добро
- Сантра – Не ми убивай кефа
- Сантра с участието на Лора Караджова – Усещам още
- Сантра с участието на Павел и Венци Венц – Изгрева и залеза
- Сантра с участието на Атанас Колев – В твоя чест
- Софи Бард – What
- Софи Бард – Дай ми
- Теодора Цончева – Взимам всичко
- Bo – Colors
- Danny Levan – Body Shaker
- Dim4ou – По цял ден
- Donna – Не става така
- Eva – Повярвай в мен
- Fang – До края на нощта
- Fullclip с участието на Vasilina – Неангажиращо
- F.O. & M.W.P. – Стерео струг
- Game Over с участието на Били Хлапето и Lexus – Две точки
- Gegata с участието на Blacknite – Its Notts
- Gem с участието на Alex P и Меги – Искам
- Igi Androvski, F.O. & Dim4ou – Без мен
- Igi Androvski и Troy с участието на Miraculix – Hey DJ
- Ivy с участието на Dim4ou – Look At Me
- KC, Paco & Lolita – Нощи горещи
- Honn Kong с участието на Андреа – Без окови
- Honn Kong с участието на Dim4ou – Зън, зън
- Hoodini с участието на Били Хлапето и Lexus – 24/7
- Hoodini с участието на Криско – Primetime
- Hoodini с участието на F.O. – Извини ме
- Hoodini, F.O. & Dim4ou – Бинго
- JN – Вяра
- Knas & Bacardy с участието на Мария Илиева – Wanna Be The Best
- Leshper Art Crew – Вървя напред
- Madman с участието на Gegata – Волумето на Max
- Maryetha – Минало време
- Maryetha с участието на Lexus – Jungle
- MC Bo – Колкото толкова
- MD Beddah – Тежкозвукова промишленост
- MD Beddah & DJ Skill – The Boomblaster
- MD Beddah & Gerata – BG Rap
- Mirela Maude с участието на Fang – Той е тук
- Moby – After
- No Comment с участието на Играта, Павел, Венци Венц и X – Okay (The Remix)
- Pavell с участието на Вяра Иванова – Under My Skin
- Pesho Malkia, Igi Androvski и Dim4ou – Статуса
- Reknail – Началото на края
- Silent City – Днес
- Silent City – Обещавам
- Varna Sound – Контрол
- Voice of Boys – Тази нощ
- Zandra Vox – Body
- Zandra Vox – I'm Vain

## Награди и номинации

### Годишни Български Хип-хоп Награди на 359hiphop.com
2013:
- Най-добър режисьор за 2012 г. (награда)[3]

2014:
- Най-добър режисьор за 2013 г. (награда)

2015:
- Най-добър режисьор за 2014 г. (награда)